# Richard Wilson (Maler)

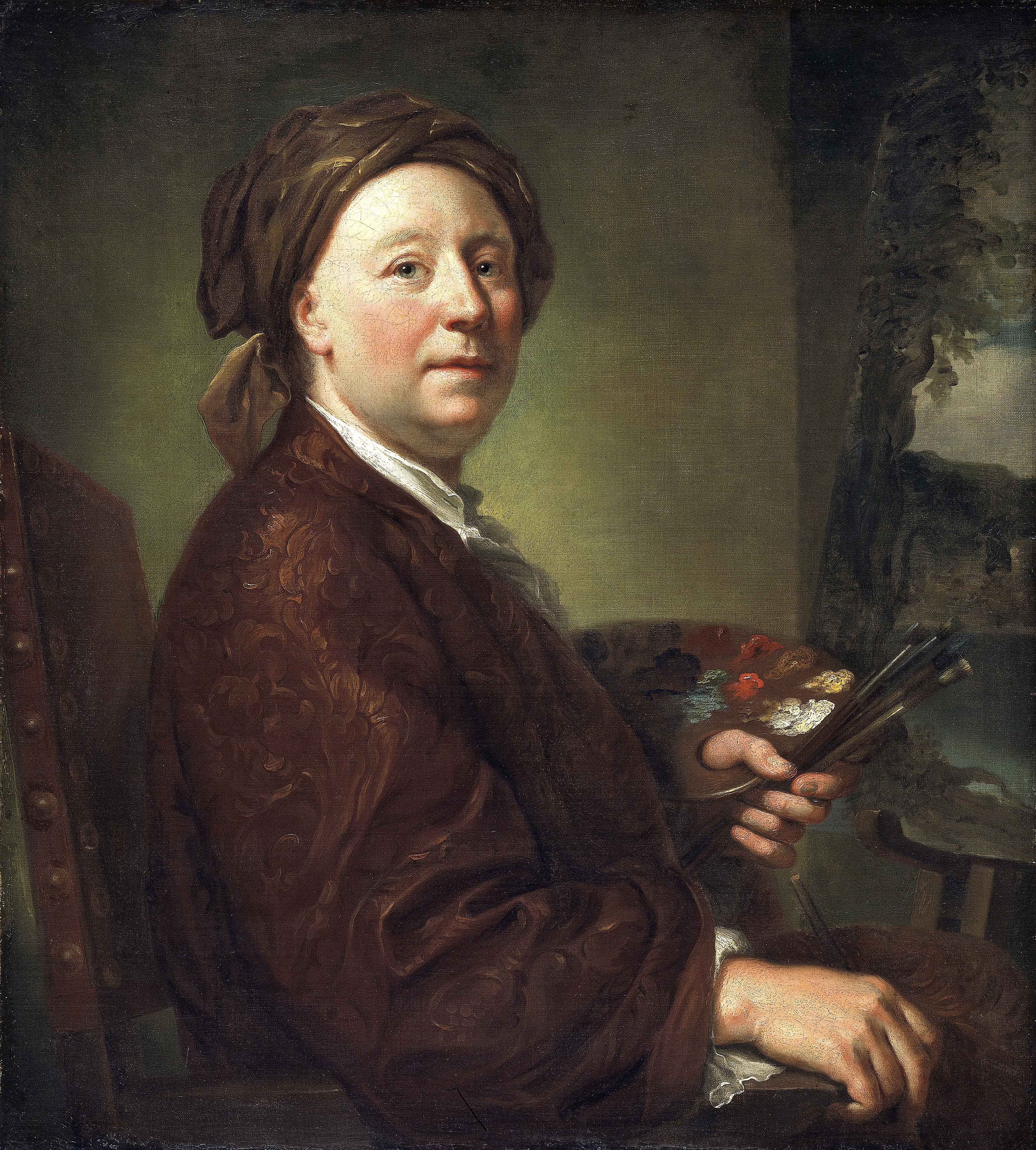
Anton Raphael Mengs: Richard Wilson, 1752, Öl auf Leinwand, National Museum Wales

Richard Wilson (* um 1713 in Penegoes, Montgomeryshire, Wales; † 15. Mai 1782 in Colomendy Hall, Loggerheads, Denbighshire, Wales) war ein britischer Maler, der vorrangig in der Landschaftsmalerei tätig war. Er gilt als einer der bedeutendsten walisischen Künstler, als einer der führenden britischen Landschaftsmaler und als wichtige Figur in der Geschichte der europäischen Landschaftsmalerei.
Wilson erhielt seine Ausbildung in London und malte zunächst in erster Linie Porträts, insbesondere von der nordwalisischen Gentry. Ab 1746 interessierte er sich zunehmend für die Landschaftsmalerei. Vier Jahre später brach er zu einer Reise nach Italien auf, wo er zunächst ein Jahr in Venedig und dann sechs Jahre in Rom verbrachte. Ermutigt wurde er durch Francesco Zuccarelli in Venedig und Claude Joseph Vernet in Rom und inspiriert durch die Werke von Claude Lorrain, Gaspar Dughet und Albert Cuyp. Fortan widmete er sich fast ausschließlich der Landschaftsmalerei. Er entwickelte einen eigenen Malstil, der häufig eine Darstellung realer Landschaften mit den idealisierenden Vorstellungen der klassizistischen Kunst verband. In der Kunstwissenschaft werden vor allem Wilsons Talente beim Umgang mit dem Himmel, der Luft, dem Lichteinfall und der Erzeugung einer atmosphärischen Stimmung hervorgehoben. Nach seiner Rückkehr 1757 malte er in England weiterhin Landschaftsgemälde, zunächst noch mit italienischen, später auch mit englischen und walisischen Motiven. Mittlerweile einer der bekanntesten und renommiertesten Maler seiner Zeit, gehörte Wilson zu den Gründungsmitgliedern der Society of Artists of Great Britain 1759 und der Royal Academy of Arts 1768. In den 1770er-Jahren verschlechterte sich sein Gesundheitszustand und er konnte kaum noch malen, gleichzeitig sank die Nachfrage nach seinen Werken. Ende der 1770er-Jahre verarmte er zusehends, bevor er sich 1781 auf das walisische Landgut einer Verwandten in Loggerheads zurückzog. Dort starb er ein Jahr später.
Während seiner Karriere bildete Wilson zahlreiche Lehrlinge aus, darunter William Hodges, Thomas Jones und Joseph Farington. Weitere Künstler wurden durch seine Werke inspiriert, darunter namhafte Maler wie William Turner und John Constable. Sein Malstil gehörte so in den Jahren und Jahrzehnten nach seinem Tod zu den am meisten verbreiteten Stilen der europäischen Landschaftsmalerei. Gleichzeitig entstanden bereits zu Lebzeiten verschiedenste Reproduktionen. Nach seinem Tod zunächst wieder beliebt, fanden Anfang des 19. Jahrhunderts erste Werkschauen statt. Danach geriet er allgemein in Vergessenheit. Erst ab der zweiten Hälfte des 20. Jahrhunderts und insbesondere zu seinem 300. Geburtstag stieg vor allem in der kunsthistorischen Forschung wieder das Interesse an, auch fanden 1982 und 2014 zwei weithin beachtete Ausstellungen statt.

## Leben

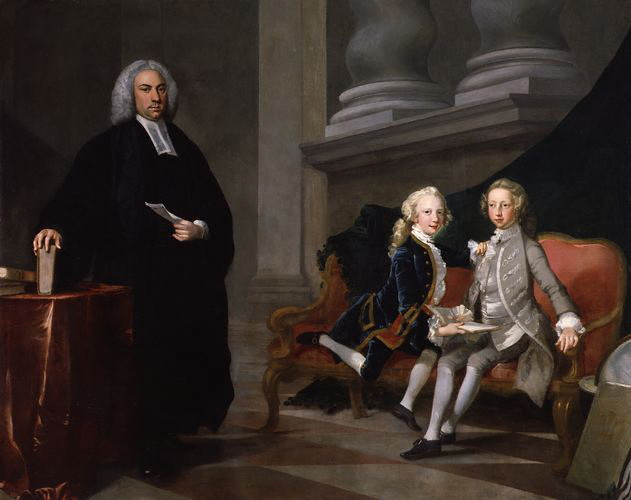
Richard Wilson: Francis Ayscough with the Prince of Wales (later King George III) and Edward Augustus, Duke of York and Albany, um 1749, Öl auf Leinwand, National Portrait Gallery (London)

Richard Wilson wurde in Penegoes im damaligen Montgomeryshire, gelegen im zentralen Wales, geboren. Zu seinem Geburtsjahr gibt es unterschiedliche Angaben; es wird sowohl August 1713 als auch das Jahr 1714 genannt. Selten lässt sich 1712 als Geburtsjahr finden. Die Encyclopædia Britannica nennt den 1. August 1713 als Geburtstag. Sein Vater John Wilson war Pfarrer der Gemeinde und stammte aus einer in der Region alteingesessenen Familie, seine Mutter Alice, geborene Wynne, stammte aus Leeswood nahe Mold. Beide Elternteile stammten vom walisischen niederen Adel ab, dem Gentry. Die Familie des Vaters war aber etwa 150 Jahre zuvor aus England nach Wales gezogen. Während die Familie des Vaters Landwirtschaft betrieb, war die Familie der Mutter verarmt. Wilson hatte mehrere Geschwister, mit denen er zusammen eine gehobene Bildung wahrscheinlich einschließlich der klassischen Künste und Latein erhielt, möglicherweise im Privatunterricht zuhause. Als sein Vater 1728 starb, zog seine Mutter mit ihren vier Kindern nach Mold. Als Jugendlicher wurde er 1729 nach London geschickt. Dort war er ab 1730 für sechs Jahre Lehrling des Künstlers und Kunsthändlers Thomas Wright, der ein Studio in Covent Garden hatte. Durch Wright bekam er eine Ausbildung zum Porträtmaler, finanziert und eingefädelt von einem Neffen seiner Mutter namens George Wynne, der durch einen Bleifund auf seinen Ländereien nahe Halkyn reich geworden war und später auch im House of Commons saß. Mit 24 Jahren konnte sich Wilson als Maler bereits selbst ernähren. Er wohnte weiterhin in Covent Garden und zog in ein Haus, das dem Maler Samuel Scott gehört hatte. In den folgenden Jahren betätigte er sich vornehmlich als Porträtmaler. Unter anderem malte er ein Doppelporträt vom späteren Georg III. und dessen Bruder Edward mit deren gemeinsamem Lehrer Francis Ayscough. Zu seinen Kunden gehörten daneben vor allem Mitglieder der Gentry aus seiner Heimat Nordwales wie der Landbesitzer John Myddleton, der Staatssekretär Edward Lloyd und der Marineoffizier Walter Griffith. Zu seinen bedeutendsten Patronen dieser Zeit zählte vor allem die Familie Lyttleton aus Hagley Hall, zu der Wilson möglicherweise über seinen Cousin Charles Pratt, 1. Earl Camden, in Kontakt gekommen war. Sporadisch versuchte er sich auch schon damals in der Landschaftsmalerei, an der sein Interesse ab 1746 nach und nach größer wurde. Nachweisbar sind unter anderem ein Gemälde der Westminster Bridge (1746) und ein Gemälde mit Blick auf Dover (1747). Ein Zubrot verdiente er sich wahrscheinlich als Restaurator und Kunsthändler.

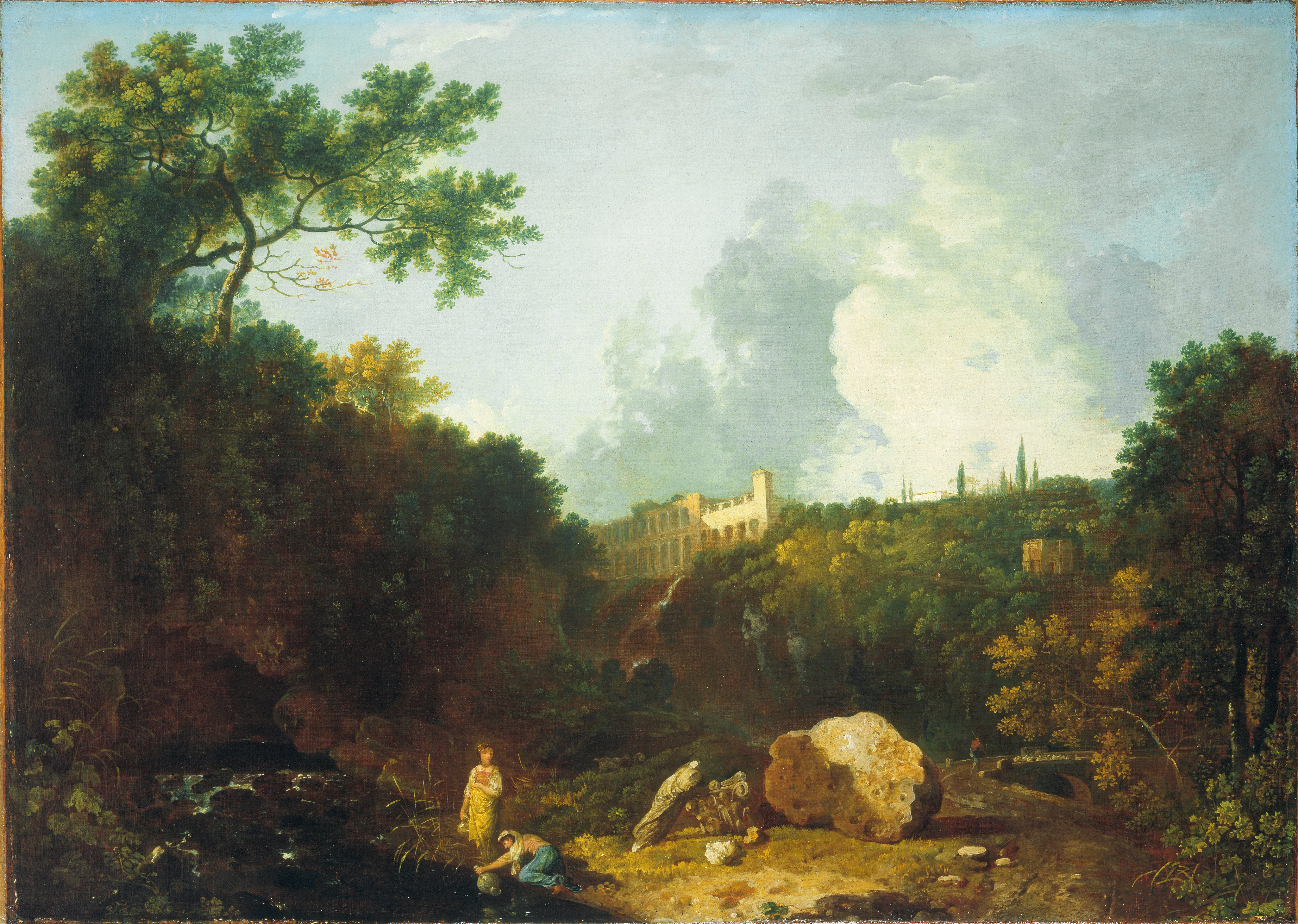
Richard Wilson: Distant View of Maecenas’ Villa, Tivoli, circa 1756–1757, Öl auf Leinwand, Tate Britain

Ab Mitte der 1740er-Jahre plante Wilson eine Reise nach Italien. Dort erhoffte er sich vom Studium von Relikten vergangener Zeiten und zeitgenössischen Gemälden eine Weiterentwicklung seines Stils und seiner Fähigkeiten. Im März 1750 brach er in London auf und traf Ende des Jahres in Venedig ein. Dort kam er mit dem bekannten Landschaftsmaler Francesco Zuccarelli in Kontakt, der ihn motivierte, sich verstärkt der Landschaftsmalerei zu widmen. Von Zuccarelli fertigte Wilson in dieser Zeit auch ein Porträt an. Neben Zuccarelli gehörte auch der damalige britische Konsul in Venedig, Joseph Smith, zu Wilsons Freundeskreis. Ebenso stand er in Kontakt mit weiteren Malern wie Giovanni Battista Piazzetta und Giuseppe Zais und entwickelte ein Interesse an den Werken Tizians. Ende 1751 reiste er von Venedig aus weiter nach Rom, zusammen mit einem Herrn namens William Lock. Hier kam er mit dem bekannten Landschaftsmaler Claude Joseph Vernet in Kontakt, der ihn ebenfalls zu weiteren Landschaftsgemälden ermutigte. Wilson wurde Teil einer Künstlergruppe, die neben Vernet auch andere Maler wie den Deutschen Anton Raphael Mengs umfasste. In einem eigenen Studio arbeitete Wilson zudem mit verschiedenen Lehrlingen und interessierten Künstlern aus Großbritannien, Deutschland und Dänemark zusammen, darunter Adolf Friedrich Harper, Johannes Wiedewelt und Johan Mandelberg. Zumindest 1753 teilte er sich daneben eine Unterkunft mit dem Maler Thomas Jenkins. In dieser Zeit wurde Wilson zu einem vorrangigen Landschaftsmaler, die Porträtmalerei spielte in seinem Schaffen bald keine bedeutende Rolle mehr. Er unternahm daneben von Rom aus einzelne Reisen, unter anderen in die Stadt Tivoli, in die Albaner Berge und zur Küste des Tyrrhenischen Meeres rund um Neapel. Zu seinen Kunden in Italien gehörten vor allem Mitglieder des europäischen Adels auf Grand Tour, darunter Ralph Howard und William Legge, 2. Earl of Dartmouth, der von Wilson 68 Zeichnungen erwarb. Damals galt Rom für Adlige aus ganz Europa als Höhepunkt der traditionellen Junggesellenfahrt. In Italien fertigte er zudem die erste Version der Destruction of the Children of Niobe, an der er in den nächsten Jahren schrittweise weiterarbeitete.

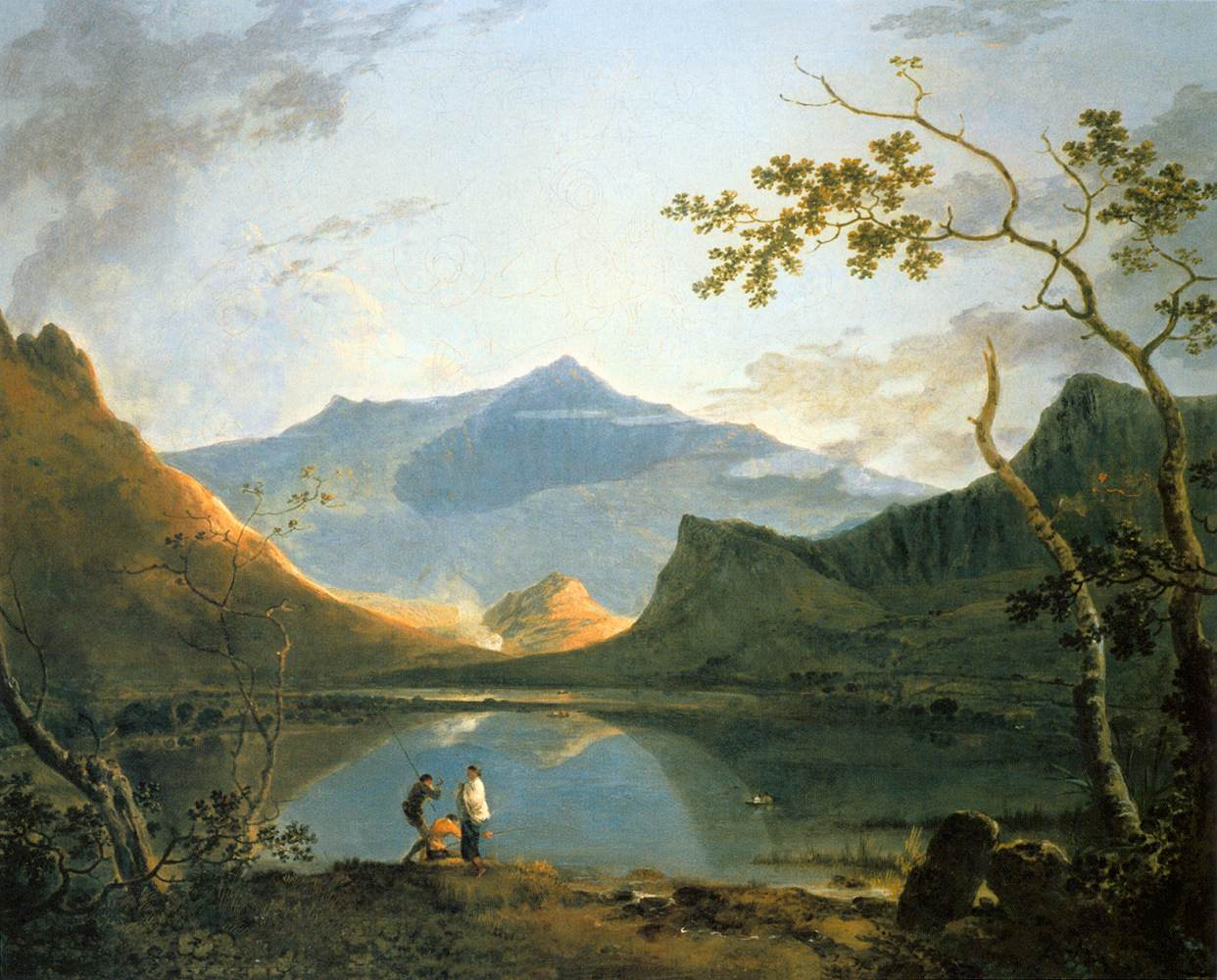
Richard Wilson: Snowdon from Llyn Nantlle, 1765–1766, Öl auf Leinwand, Nottingham Castle Museum and Art Gallery

Im Herbst 1757 kehrte er nach London zurück. An der Covent Garden Piazza, dem zentralen Platz in Covent Garden, gründete er ein eigenes Studio. Dort nahm er auch Lehrlinge an, von denen einige wie William Marlow, Joseph Farington, Johnson Carr, William Hodges und Thomas Jones bekannte Maler wurden. Wilson selbst betätigte sich nach wie vor als Landschaftsmaler. Unter anderem beendete er die Arbeiten an seiner Niobe, die letztlich von William Augustus, Duke of Cumberland, gekauft wurde. Auch weitere bekannte Gemälde Wilsons wie Phaeton’s petition to Apollo und Ceyx and Alcyone entstanden in dieser Zeit. Neben solchen mythologisch inspirierten Szenen schuf er einige Landschaftsgemälde mit Motiven aus Wales, darunter zum Beispiel der Snowdon from Llyn Nantlle. Solche Gemälde entstanden oftmals nach kurzen Verwandtschaftsbesuchen, doch Wilson unternahm 1764/1765 auch eine größere Reise nach Glamorgan und Pembrokeshire. Weitere Gemälde entstanden in der ländlichen Umgebung Londons. Zu seinem Kundenstamm gehörten Mitglieder der Gentry als auch der Aristokratie, darunter Lord Grosvenor und der 4. Earl of Dysart. Insbesondere seine Gemälde von Orten in Wales fanden unter walisischen Landbesitzern Anklang, darunter Watkin Williams-Wynn, 4. Baronet. 1759 gehörte er zu den Gründungsmitgliedern der Society of Artists of Great Britain, zu deren führenden Mitgliedern er während der 1760er-Jahre gehörte. Die Räumlichkeiten des Verbundes nutzte er auch für Ausstellungen seiner Gemälde. 1768 gehörte er zu den Gründungsmitgliedern der Royal Academy of Arts, in der er bis in die 1770er-Jahre seine Gemälde regelmäßig ausstellte.
Ab den 1770er-Jahren hatte Wilson zunehmend gesundheitliche Probleme, die durch seinen regelmäßigen Alkoholkonsum verschlimmert wurden. An eine ernsthafte Arbeit an größeren Gemälden war so nicht mehr zu denken. Alsbald hatte er finanzielle Sorgen und musste ein ärmliches Leben führen. Statt in Covent Garden wohnte er nun in einer kleinen Dachstube in der Londoner Innenstadt und lebte spärlich vom Verkauf kleiner Ölskizzen sowie von Ausstellungen alter Gemälde. 1776 stellte ihn die Royal Academy of Arts pro forma als Bibliothekar ein, um ihm ein regelmäßiges Einkommen zu garantieren. 1781 zog er sich in die Colomendy Hall zurück, wo einer seiner Brüder als Verwalter für die Besitzerin arbeitete. Die Eigentümerin des im Dorf Loggerheads gelegenen Anwesens, Catherine Jones, war eine Cousine der beiden Brüder und war von Wilson in der frühen Phase seiner Karriere porträtiert worden. Alternativ heißt es auch, Jones sei die Tante der beiden Brüder gewesen. Seine Pro-forma-Anstellung als Bibliothekar der Royal Academy behielt Wilson auch in Wales. Im Mai 1782 starb er in Colomendy Hall und wurde danach im nahe gelegenen Mold bestattet.

## Künstlerischer Stil

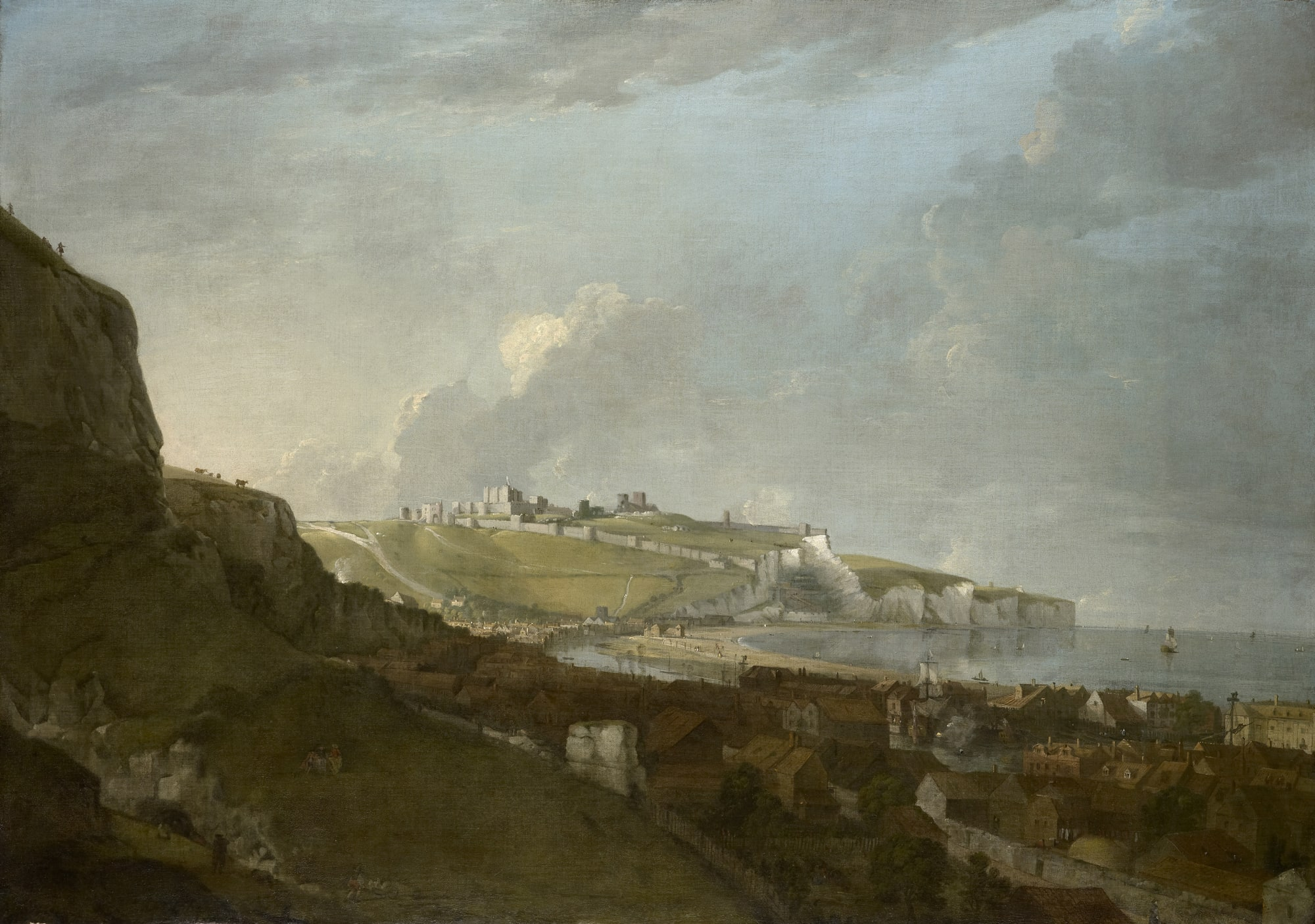
Richard Wilson: View of Dover, 1746–1747, Öl auf Leinwand, Philip Mould

Wilsons Frühwerk in England lässt sich in die Porträt- und die Landschaftsmalerei aufteilen. Der Stil der damals von Wilson geschaffenen Porträts kopiert im Wesentlichen den Stil der Werke der damals führenden Porträtmaler Londons, wie zum Beispiel Thomas Hudson und Allan Ramsay. Der Kunstwissenschaftlicher John T. Hayes beschreibt sie als „irgendwie steif […], nüchtern und glatt modelliert“. Der Stil seiner frühen Landschaftsgemälde dürfte durch die naturgetreuen Bilder des englischen Malers George Lambert sowie durch die Bildkompositionen und die Stadtansichten des holländischen Künstlers Jacob van Ruisdael beeinflusst worden sein. Prinzipiell gilt die holländische Landschaftsmalerei für Wilsons Frühwerk als künstlerisches Vorbild, auch die Gemälde Canalettos werden als Inspirationsquelle diskutiert. Gleichzeitig steht ein möglicher Kontakt mit der St. Martin’s Lane Academy im Raum, denn Wilsons frühe Landschaftsgemälde zeigen einzelne Merkmale, die typisch für die Vertreter dieses Künstlerkreises sind. In der Kunstwissenschaft wird die Gestaltung der damals gefertigten Landschaftsmalereien in einen klassisch topographischen Stil eingeordnet, sie seien aber „frisch“ und beeinflusst durch den damals aufkommenden Rokoko gewesen.
In Italien beeinflussten unterschiedliche Künstler Wilsons Werk. In Venedig übernahm er die detaillierten Bildgestaltungen von Francesco Zuccarelli und Giuseppe Zais, auch Giovanni Battista Piazzetta und die Werke Tizians gelten als Inspirationsquellen für die Weiterentwicklung von Wilsons Stil. Während seiner weiteren Jahre in Italien wurden insbesondere Claude Lorrain, Aelbert Jacobsz. Cuyp und Gaspard Dughet zu seinen Vorbildern. Von Lorrain wurde er im Umgang mit Licht inspiriert, aber auch vom Aufbau der von Lorrain gemalten Landschaften und seinen Mitteln, bestimmte Leitmotive oder Stimmungen zu transportieren. Von Dughet kopierte Wilson die Erhabenheit der dargestellten Landschaften, von Cuyp dessen Umgang mit Licht und Wärme wie auch die Hervorhebung bestimmter Teile des Bildes. Sowohl Lorrain als auch Dughet gelten folglich als wichtigste Inspirationsquellen für den Stil der von Wilson dargestellten Landschaften, während sowohl Lorrain als auch Cuyp in Sachen Lichteinfall als wichtigste Bezugspunkte für Wilsons Stil gelten. Wilsons Freund in Rom, Claude Joseph Vernet, lehrte ihn, wie man im Freien mit kleinen Ölskizzen originalgetreue Landschaften einfängt. Auch weitere Künstler beeinflussten seinen Stil, allerdings zu geringeren Anteilen, beispielsweise Salvator Rosa.

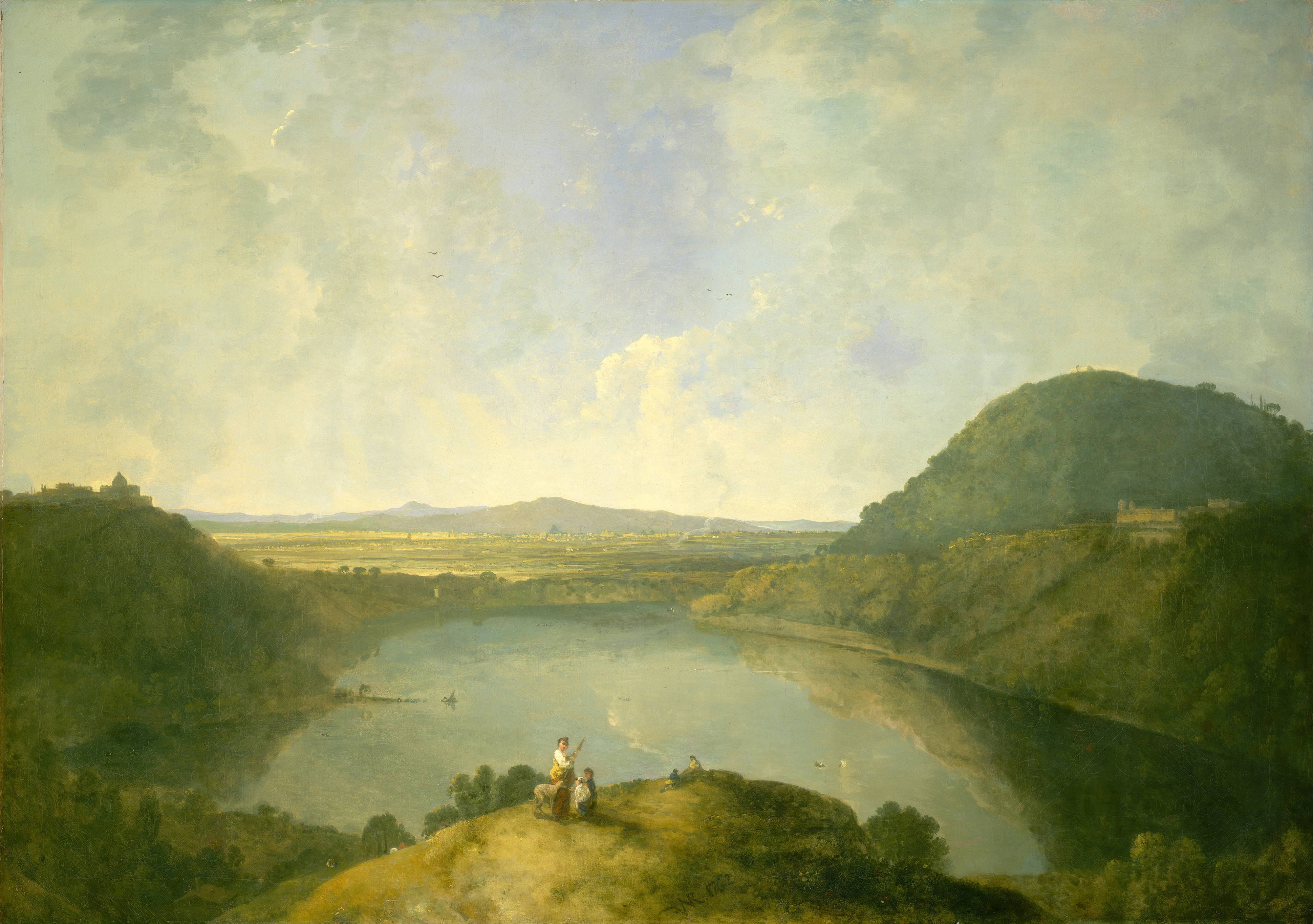
Richard Wilson: Lake Albano, 1762, Öl auf Leinwand, National Gallery of Art

Die in seiner italienischen Phase entstandenen Werke sowie sein Spätwerk zeichnen sich durch weiträumige idealisierte Landschaften aus, die den Vorstellungen der Landschaftsmalerei des Klassizismus entsprechen. Im Gegensatz zu vergleichbaren Künstlern nahm Wilson dabei in vielen Fällen reale Landschaften und Motive zum Vorbild, wandelte sie aber ab, um sie den klassizistischen Idealen anzupassen. Der Kunsthistoriker John T. Hayes bezeichnete so Wilson 1992 als Maler, bei dem „topographische Darstellungen die Grundlage“ gewesen sei, der aber „primär [ein] Landschaftsmaler mit poetischen Neigungen“ gewesen sei. Neben realen Landschaften und archäologischen Stätten ließ sich Wilson unter anderem von einzelnen Skulpturen inspirieren. Wilsons Schaffen konzentrierte sich während der Zeit in Rom auf Gemälde mit landschaftlichen Motiven aus Rom oder der direkten Umgebung, daneben entstanden auch verschiedene Zeichnungen.
Wilsons Stil umfasste insbesondere eine herausragende Darstellung von Himmel, Luft und Lichteinfall. Als einer der wenigen Maler seiner Zeit stellte er die verschiedenen Effekte von Licht und Stimmung zu unterschiedlichen Tageszeiten und Bedingungen vergleichsweise realitätsnah und akkurat dar. Besondere Bedeutung für Wilson selbst hatte die Darstellung des Himmels, empfand er sie doch als entscheidend für die Darstellung von Stimmung und einer Lebendigkeit der abgebildeten Landschaft. Vornehmlich verwendete er Ultramarin, um die „wunderschöne Wirkung der Luft“ abzubilden. Der Maler John Constable schrieb über die Darstellung des Lichteinfalls in Wilsons Gemälden, dass „die Objekte förmlich im Sonnenschein schweben“. Daneben gelten auch Wilsons Darstellungen von Schattenrissen und der Weite der Landschaft hin zum Horizont als hervorragend. Der Kunsthistoriker John T. Hayes beschreibt Wilsons Umgang mit der Farbgestaltung als „lebhaft und kühn“ und attestiert ihm eine „Freude am Umgang mit Pigmenten“.

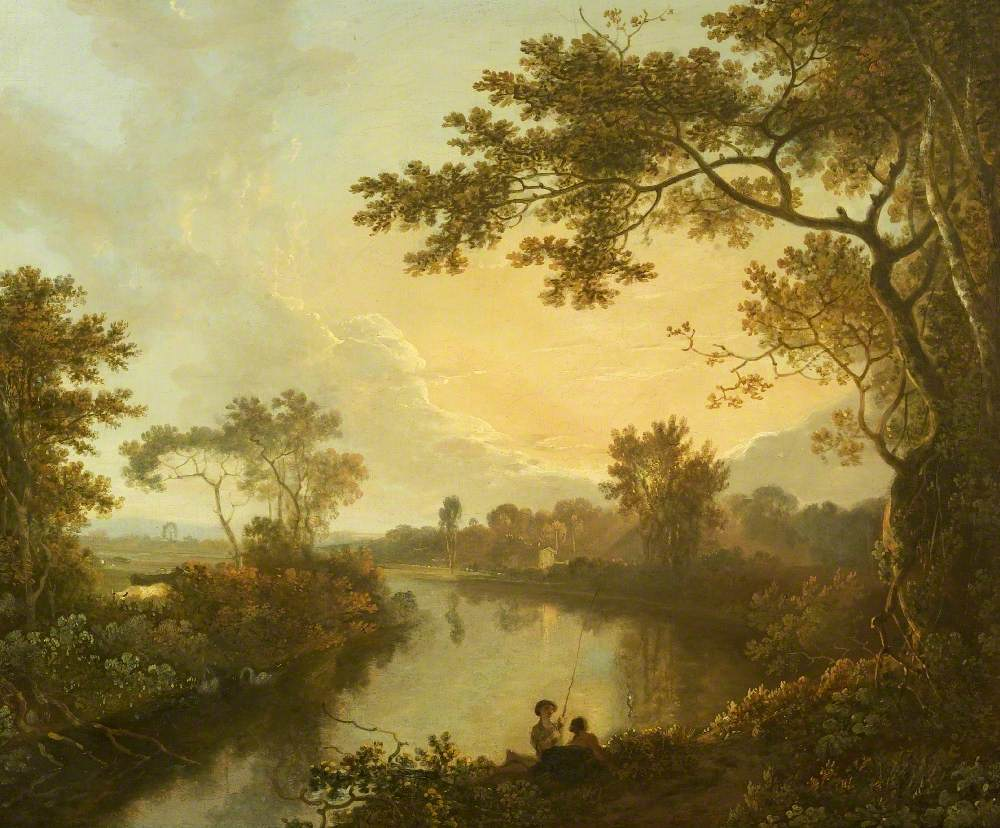
Richard Wilson: The River Dee near Eaton Hall, um 1760, Öl auf Leinwand, Tyntesfield (National Trust)

In seinem in England entstandenen Spätwerk malte Wilson zunächst weiterhin italienische Landschaften, übertrug dann aber zunehmend seinen in Rom entwickelten Stil auf britische Landschaften. Als einer der wenigen Maler der 1760er bildete Wilson beispielsweise das Wetter originalgetreu in seinen Bildern nach, Gleiches gilt für die originalgetreue Abbildung aus einer bestimmten Perspektive. Der Historiker Oliver Fairclough sieht so in Wilsons späten Gemälden „eine identifizierbare Wiedergabe bestimmter Orte“, doch die Gemälde würden trotzdem nach wie vor die idealisierenden Vorstellungen der klassizistischen Landschaftsmalerei befolgen. Diesen Vorstellungen musste sich auch in Wilsons Spätwerk die originalgetreue Wiedergabe unterordnen. Je älter er wurde, desto mehr konzentrierte sich Wilson zunehmend auf offenere, atmosphärische Landschaften; in seinen letzten Lebensjahren malte er fast ausschließlich Bilder mit einfach gehaltenen, aber trotzdem pittoresken Motiven. Bemerkenswert sind seine damals entstandenen Bilder von Landschaften mit adligen Landsitzen. Während die meisten Landschaftsmaler der damaligen Zeit bei solchen Bildern den Landsitz in den Mittelpunkt stellten, fügte ihn Wilson nur am Rand des Gemäldes in die Bildgestaltung ein. Im Mittelpunkt lag so die Landschaft, in die sich der Landsitz beiläufig einfügte.
John Steegman und Iorwerth Peate machten in ihrem Beitrag über Wilson im Dictionary of Welsh Biography in seinem Werk Einflüsse aus Italien und Wales aus und schreibt, dies habe es ihm „möglich gemacht, in einem klassizistischen Grundgerüst romantische Gefühle auszudrücken“. Er sei ein „Meister des Stils“, der einige Lieblingsmotive gehabt habe und diese regelmäßig und teils in abgewandelter Form in seine Gemälde eingebracht habe. Die Encyclopædia Britannica schrieb über Wilsons Werke, dass sie „die Stimmung klassischer Gelassenheit mit pittoresken Effekten“ kombinierten.

## Rezeption
Wilson galt in den 1760ern als wichtigster Landschaftsmaler Großbritanniens. Er war mit daran beteiligt, das Ansehen der Landschaftsmalerei zu steigern, und gilt insbesondere für die britische Landschaftsmalerei als wichtiger Wegbereiter. Die Encyclopædia Britannica bezeichnet ihn als „einen der ersten bedeutenden britischen Landschaftsmaler“, John Steegman und Iorwerth Peate sahen Wilson im Dictionary of Welsh Biography als einen der bedeutendsten europäischen Landschaftsmaler des 18. Jahrhunderts. Bereits zu Lebenszeiten wurden erste Werke in einer Kooperation des Graveurs William Woollett und des Verlegers John Boydell reproduziert und in großen Stückzahlen verkauft. 1752 schuf in Rom der deutsche Maler Anton Raphael Mengs ein Porträt von Wilson, als Teil eines Tauschgeschäfts. Während Wilson das Porträtgemälde erhielt, bekam Mengs eines von Wilsons Landschaftsgemälden. Später verkaufte Wilson Mengs’ Bild an seinen Förderer Watkin Williams-Wynn, 4. Baronet. Der Schriftsteller Thomas Pennant griff 1781 zwei Gemälde von Wilson in seinem Werk A Tour in Wales auf. Schon zu seinen Lebenszeiten sank aber das Renommee des Malers, die Gründe dafür sind nicht geklärt. Erst nach seinem Tod verbesserte sich sein Ruf langsam wieder, beginnend 1790 mit der Veröffentlichung eines Essays von Wilsons Schüler William Hodges. Nach seinem Tod wurde sein Schaffen zur Inspirationsquelle für spätere Maler; William Turner und John Constable ließen sich zum Beispiel von Wilsons Darstellung von Lichteinfall inspirieren. Auch John Crome ließ sich von Wilsons Landschaften inspirieren, das Spätwerk von Joseph Wright of Derby wurde ebenfalls inspiriert durch die Werke von Wilson. Insgesamt gab es in den Jahren nach seinem Tod zahlreiche Künstler, die seinen Stil imitierten. In den 1810ern forderte der Maler Edward Pugh sogar ein „Nationaldenkmal“ in Wales für Wilson. Daneben imitierten auch viele seiner Schüler Wilsons künstlerischen Stil. Letztlich gehörte Wilsons Stil im frühen 19. Jahrhunderten zu den verbreitetsten Strömungen der Landschaftsmalerei. Im Umkehrschluss war Wilson Anfang des 19. Jahrhunderts einer der beliebtesten Künstler auf dem britischen Kunstmarkt, dessen Werke von verschiedenen Personen reproduziert wurden. Hinzu kamen verschiedenen Werkschauen, insbesondere 1814 in der British Institution. Gleichzeitig sorgten Wilsons spätere Gemälde für ein gesteigertes Interesse an Wales und seiner Landschaft.
Das allgemeine öffentliche Interesse an Wilson und seinen Gemälden wurde schließlich im Laufe des 19. Jahrhunderts langsam immer geringer. Sein Werk wurde derweil insbesondere von walisischen Autoren des sogenannten Welsh Revival weiterhin regelmäßig aufgegriffen, die dem „Walisischen“ einen Anteil an Wilsons Arbeiten anrechneten oder zumindest seine walisische Herkunft hervorhoben. Der Einordnung von Wilson als original „walisischer“ Maler wurde gleichzeitig allerdings von anderen, ebenfalls walisisch-patriotisch eingestellten walisischen Autoren widersprochen, die unter anderem seine langen Aufenthalte in England und Italien anführten. Seine Bilder würden nicht das richtige Wales abbilden, sondern nur idealisierte Zustände. Gleichzeitig wurde Wilson in der Fachwelt als einer der wichtigsten Wegbereiter der modernen Landschaftsmalerei aufgenommen. Bis ins 20. Jahrhundert hinein erschienen erste biographische Schriften über Wilson, darunter von Thomas Wright, Hugh Humphreys und Thomas Mardy Rees. In diesem Zusammenhang erfuhr insbesondere das von Mengs gemalte Porträt Wilsons durch Reproduktionen eine größere Verbreitung. Weitere Beachtung erfuhr Wilson rund um die Jahrhundertwende auf den sogenannten Eisteddfodau, walisischen Kunsttreffen, die Wilson als „Archetyp“ der walisischen Kunst darstellten. John Ruskin sah zwar Wilson am Beginn der „Geschichte ernsthafter Landschaftsmalerei, gegründet auf einer meditativen Liebe zur Natur, […] in England und […] Europa“, beurteilte Wilsons Werke aber durchaus kritisch. Auch er hatte Zweifel an der Originalität von Wilsons Gemälde und überlegte, ob sie vielmehr „nur verdünnte Adaptionen von Poussin und Salvator“ seien, „ohne die Würde des Einen und die Leidenschaft des Anderen“. Über weitete Teile des 20. Jahrhunderts spielte Wilsons Name dann kaum mehr eine Rolle. Sein Name wurde insbesondere im kollektiven Gedächtnis vergessen, während die von ihm inspirierten Constable und Turner geläufige Namen blieben.
1982 kuratierte der Kunsthistoriker David Solkin die Ausstellung Richard Wilson: The Landscape of Reaction. Für eine mediale Kontroverse sorgte Solkins Interpretationsvorschlag, Wilsons Gemälde mit ihren arkadischen, glücklich und harmonisch erscheinenden Motiven und Landschaften würden „die herrschenden Machtverhältnisse verherrlichen und die offensichtlichen Ungerechtigkeiten [der damaligen Zeit] einfach als Teil der Natur erscheinen lassen“. Andere Kunstforscher lehnten diese Meinung ab; Wilsons Gemälde würden keine Weltanschauung, sondern „aufrichtig“ die Schönheit der Natur repräsentieren. Der Kunstkritiker Denys Sutton unterstellte Solkin sogar, eine „marxistische Unterwanderung“ zu fördern, die im damals noch herrschenden Kalten Krieg auf eine Annäherung an die Sowjetunion aus sei. Solkins Ansatz entwickelte sich allerdings in den nächsten Jahren, zumindest in allgemeiner Form, zur kunstgeschichtlichen Lehrmeinung; für die Entwicklung der sogenannten new art history gilt Solkins Wilson-Ausstellung als wichtiger Entwicklungsschritt. Zunächst blieb die Solkin-Ausstellung die einzige Wilson-Ausstellung in einem solchen Umfang, in der Öffentlichkeit war der Maler weiterhin kaum präsent. In einer Umfrage zu den 100 Welsh Heroes bekam Wilson 2004 von knapp 80.000 eingereichten Stimmen nur 56, kam immerhin aber auf Platz 92. Auf dem Kunstmarkt stiegen derweil die Preise für Wilsons Werke.
Erst im Voraus zu seinem 300. Geburtstag 2013/2014 nahm zunächst in der kunsthistorischen Forschung das Interesse an Wilson wieder zu. Zu seinem 300. Geburtstag fand 2014 die erste große Werkschau seit der Solkin-Ausstellung und damit seit fast 30 Jahren statt. Kuratiert von Martin Postle und Robin Simon, wurde die Ausstellung mit dem Titel Richard Wilson and the Transformation of European Landscape Painting zunächst im Yale Center for British Art an der Yale University und danach im National Museum Wales gezeigt. Die Ausstellung untersuchte dabei das Aufkommen der Landschaftsmalerei im 18. Jahrhundert und inwiefern Wilson spätere Maler beeinflusst habe. Die Ausstellung stellte Wilson dabei als wichtigen Erneuerer der britischen und europäischen Landschaftsmalerei dar. Als Beispiel führen die Kuratoren einen Einfluss Wilsons auf den deutschen Maler Adolf Friedrich Harper an. Die Ausstellung wurde in der kunsthistorischen Fachwelt breit besprochen, womit Wilsons Werk vergleichsweise viel Aufmerksamkeit bekam. Der Historiker John Barrell verneinte beispielsweise in einer Rezension der Ausstellung und ihres Katalogs die Deutung Wilsons als Reformator der europäischen Landschaftsmalerei. Er schloss sich Lars Kokkonen an, nach dem Wilson maßgeblich durch Vernet beeinflusst worden sei. Wenn, dann könne man Vernet als eine Art Erneuerer der europäischen Landschaftsmalerei ansehen, aber nicht Wilson.
Laut Barrell zeichnen sich Wilsons Gemälde durch eine „Kombination einer Fühlbarkeit des Vordergrundes […] und einer schwerelosen Zartheit“ aus. Barrell beschrieb 2014 Wilson als den „größten Maler aus Wales“, der ein „ebenso aufregender Landschaftsmaler wie sein naher Zeitgenosse Gainsborough“ gewesen sei, „einen ebenso großen Einfluss auf Constable wie Gainsborough [hatte] und der wichtigste britische Vorgänger Turners“ gewesen sei. Im Gegensatz zu Gainsborough stehe Wilson mit seinem Schaffen in der Tradition von Claude Lorrain, die „in ihren Themen und in der Atmosphäre klassischer arkadisch [und] in den dargestellten Entfernungen weitläufiger“ gewesen sei als die holländische Traditionslinie mit Gainsborough. John Hoppner, ein Porträtmaler des späten 18. Jahrhunderts, grenzte hingegen Wilson von Lorraine insofern ab, als Lorraines Gemälde schöner seien, aber die Bilder von Wilson „mehr Geschmack“ hätten.
Der beim National Museum of Wales beschäftigte Historiker Oliver Fairclough schrieb 2016 in einem Beitrag zu den Transactions of the Honourable Society of Cymmrodorion, Wilson sei „eine Schlüsselfigur in der Entwicklung der Landschaftsmalerei in Großbritannien hin zu einer Kunstform, die eine ganze Reihe von Emotionen und Bedeutungen weit über eine topographische Aufnahme von Orten hinaus ausdrücken kann.“ Er sei „der erste Künstler aus Wales mit einer gesamteuropäischen Reputation“ gewesen. Sein „hauptsächliches Vermächtnis an die romantische Landschaftsmalerei“ bestehe in seiner Pionierrolle in der originalgetreuen Abbildung einer bestimmten Perspektive auf eine reelle Landschaft von einem Standpunkt aus sowie in der ebenfalls originalgetreuen Nachstellung meteorologischer Verhältnisse. Darin bestehe auch sein Einfluss auf Constable und Turner. Seine Gemälde mit walisischen Motiven haben laut Fairclough „einen neuen Kanon landschaftlicher Motive“ erschlossen, hätten sie doch „der ästhetischen Anerkennung der wilderen Teile der Natur den Weg bereitet.“ Wilson sei „der erste Künstler [gewesen], der die erhabenen Qualitäten, die raue, emotionale Kraft der walisischen Landschaft hochgeschätzt“ habe. Er habe „Art und Weise, wie Wales seitdem [in der Öffentlichkeit] gesehen wird, beeinflusst“. Der Kunsthistoriker Peter Lord schrieb Wilsons Werk einen Anteil daran zu, dass die „walisische Landschaft zu einem die nationale Seele repräsentierenden Symbol“ geworden sei. Seine besten Gemälde verbänden „grundsätzliche Sachen, die Kraft der Natur, den Lauf der Zeit, den Verfall temporären Pomps und den Trost durch die Philosophie“.
Wilsons Gemälde sind heutzutage unter anderem in verschiedensten bedeutenden Sammlungen zu finden. Geographisch liegt der Schwerpunkt vor allem auf den britischen Inseln und der Ostküste Amerikas, weltweit gibt es auch vereinzelt Bestände an anderen Orten. Große Sammlungen haben unter anderem das Yale Center for British Art in Amerika sowie das National Museum Wales. Das zu Letzterem gehörende National Museum Cardiff kaufte 1913 Wilsons Gemälde Caernarvon Castle als erstes bedeutendes Kunstwerk der Museumsgeschichte. Der damalige Kurator des Museums, Isaac Williams, sah Wilson als den Startpunkt der walisischen Kunstgeschichte. Bis zu seinem Tod 1939 baute Williams den Museumsbestand auf 25 Ölgemälde und einige weitere Drucke aus. Die Sammlungstätigkeit in Cardiff wurde auch von Williams’ Nachfolger John Steegman fortgesetzt, der unter anderem Mengs’ Porträt von Wilson ankaufte. Nach Steegmans Weggang rückten andere Künstler ins Interesse des Museums. Das Yale Center for British Art verdankt seine Sammlung Paul Mellon, einem Kunstsammler des 20. Jahrhunderts, zu dessen favorisierten Künstlern Wilson gehörte.

## Werke (Auswahl)
- Caernarfon Castle (um 1745)[33][39]
- Dover Castle (1746–1747)[40]
- View of Dover (1746–1747)[1][41]
- Francis Ayscough with the Prince of Wales (later King George III) and Edward Augustus, Duke of York and Albany (1748,[1] alternativ um 1749)[7]
- Franesco Zuccarelli (1751), Porträt[2][42]
- Landscape with Banditti round a Tent (1752)[38][43]
- Landscape with Banditti: The Murder (1752)[38][44]

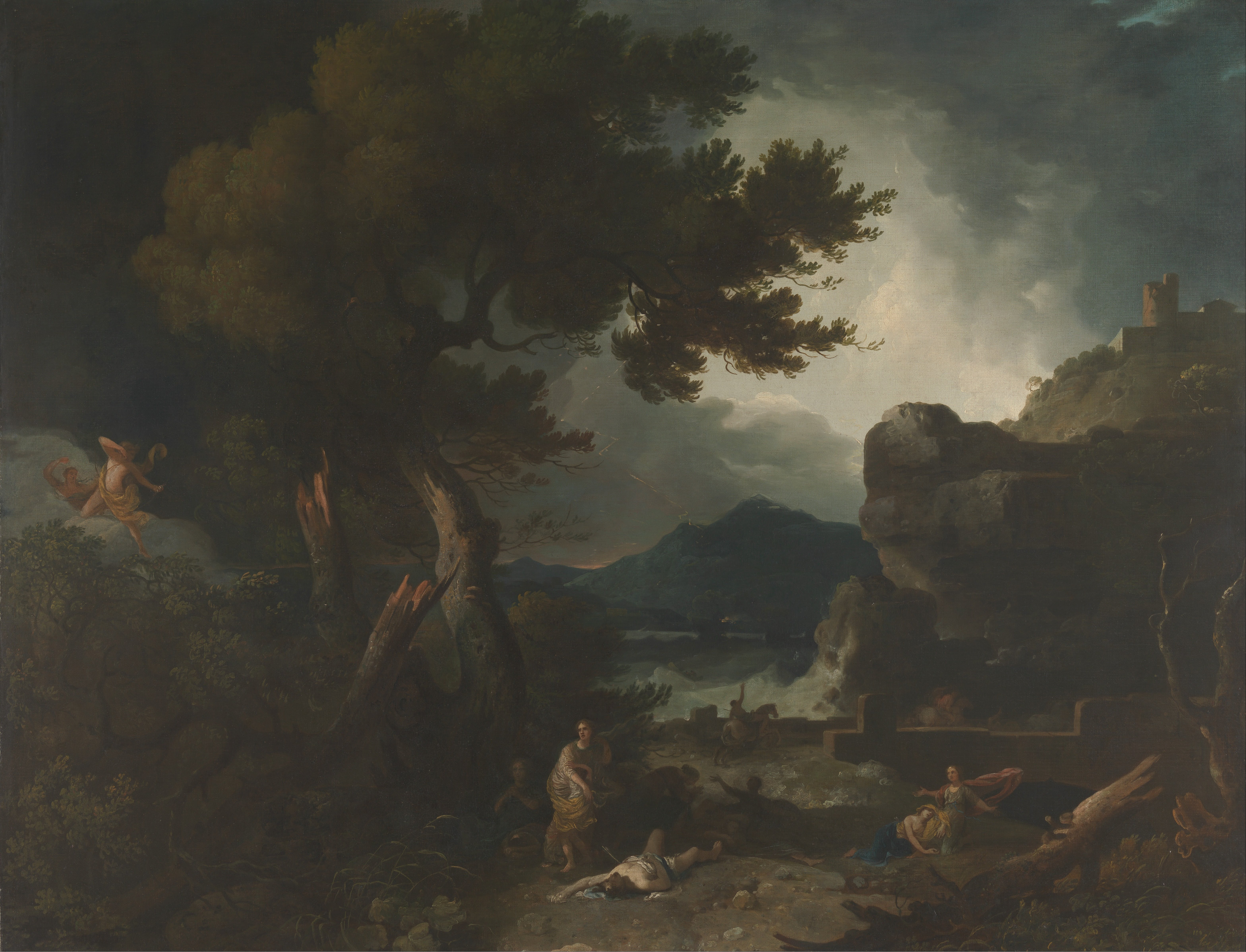
Richard Wilson: The Destruction of the Children of Niobe, 1760, Öl auf Leinwand, Yale Center for British Art

- The Temple of the Sibyl and the Campagna (1752)[9][45]
- View of Tivoli: the Cascatelle and the ‘Villa of Maecenas’ (um 1752),[46] alternativ auch Tivoli, the Cascatelle Grande and the Villa of Maecenas[9]
- Rome from the Ponte Molle (1754)[38][47]
- Distant View of Maecenas’ Villa, Tivoli (ca. 1756–1757)[9][48]
- The Destruction of the Children of Niobe (mehrere Versionen,[13] insb. 1760)[49]
- The River Dee near Eaton Hall (um 1760)[13]
- The Valley of the Dee with Chester in the Distance (1761–1762)[13]
- Holt Bridge on the River Dee (1761–1762), Kurzform Holt Bridge[13]

Richard Wilson: Solitude, 1762, Öl auf Leinwand, National Gallery of Art

- Llyn Peris and Dolbadarn Castle (um 1762,[33][50] alternativ circa 1776[12])
- Lake Albano (1762)[51]
- Solitude (1762,[12] alternativ ca. 1762–1770)[52]
- Landscape with Phaeton’s Petition to Apollo (1763–1767)[2][53]
- Cilgerran Castle (nach 1764)[54]
- Llyn Cau, Cader Idris (1765–1767)[55] alternativ auch als Llyn-y-Cau, Cader Idris (vor 1774)[56]
- Pembroke Town and Castle (um 1765,[33][57] alternativ circa 1765–1766)[58]
- Snowdon from Llyn Nantlle (1765–1766,[36] alternativ ca. 1765–1767)[54][59]
- Ceyx and Alcyone (1768)[60]
- Dinas Brân from Llangollen (1770,[34] alternativ 1771–1772)[11][61]
- View near Wynnstay, the Seat of Sir Watkin Williams-Wynn, Bt. (1770,[62] alternativ 1771–1772)[11][63]